# Żelebsko
Żelebsko – wieś w Polsce położona w województwie lubelskim, w powiecie biłgorajskim, w gminie Biłgoraj.
W latach 1975–1998 miejscowość należała administracyjnie do województwa zamojskiego.
Wieś wchodzi w skład sołectwa Ignatówka, Żelebsko w gminie Biłgoraj. Jest jedną z najmniejszych miejscowości Gminy Biłgoraj. 
Przez kilkaset lat funkcjonowały w niej kamieniołomy, po których dziś pozostały jedynie nieczynne wyrobiska. W wiosce produkowano wapno magnezowe. Do niedawna lokalne koło łowieckie prowadziło tu hodowlę danieli i muflonów. Przez wioskę przebiega kilka szlaków turystycznych: pieszy szlak ,,Roztoczański” oraz 3 szlaki rowerowe: ,,Białej Łady”, ,,Wzgórze Polak” oraz ,,Jastrzębia Zdebrz”. 

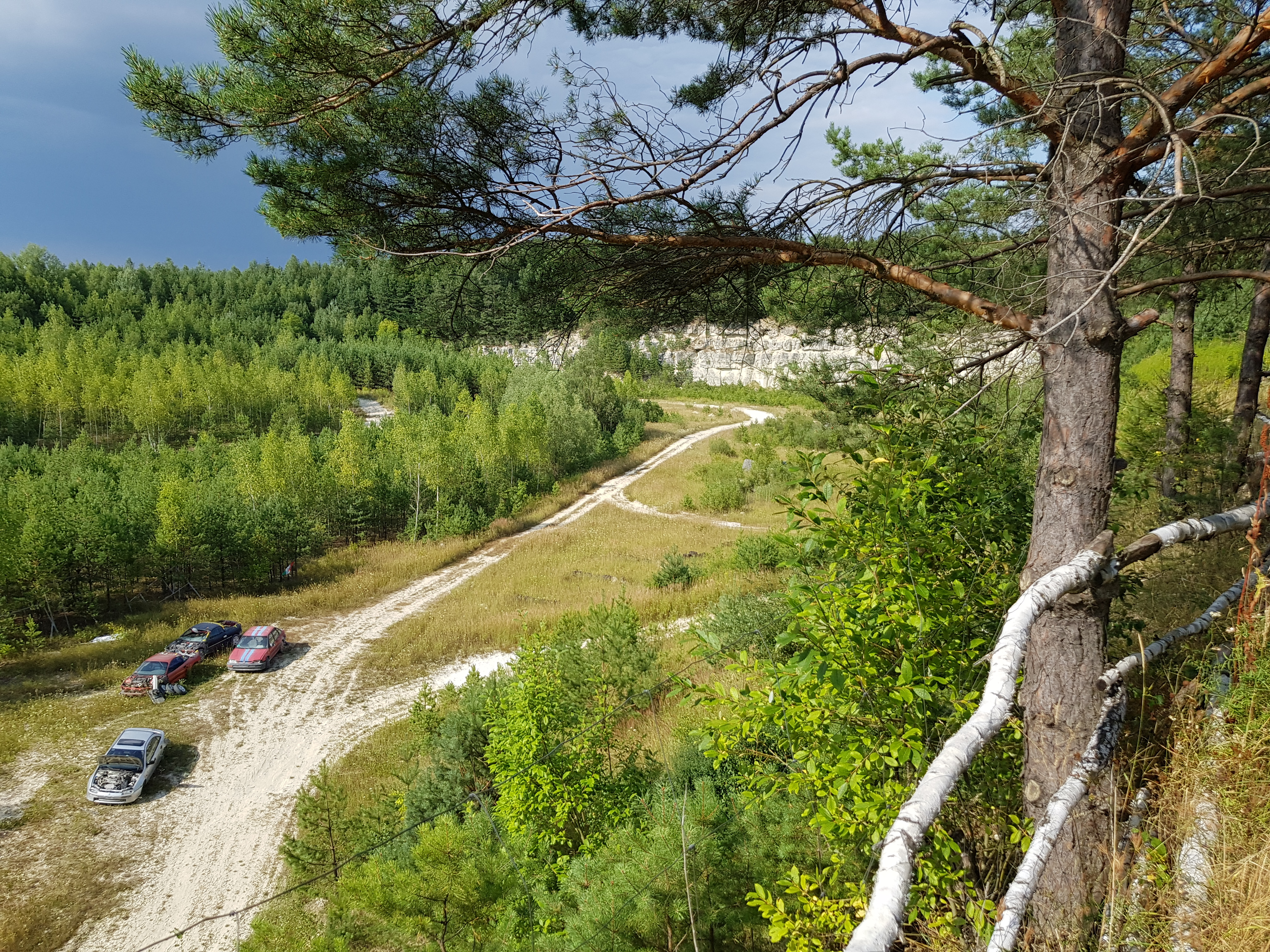
Nieczynna kopalnia w Żelebsku

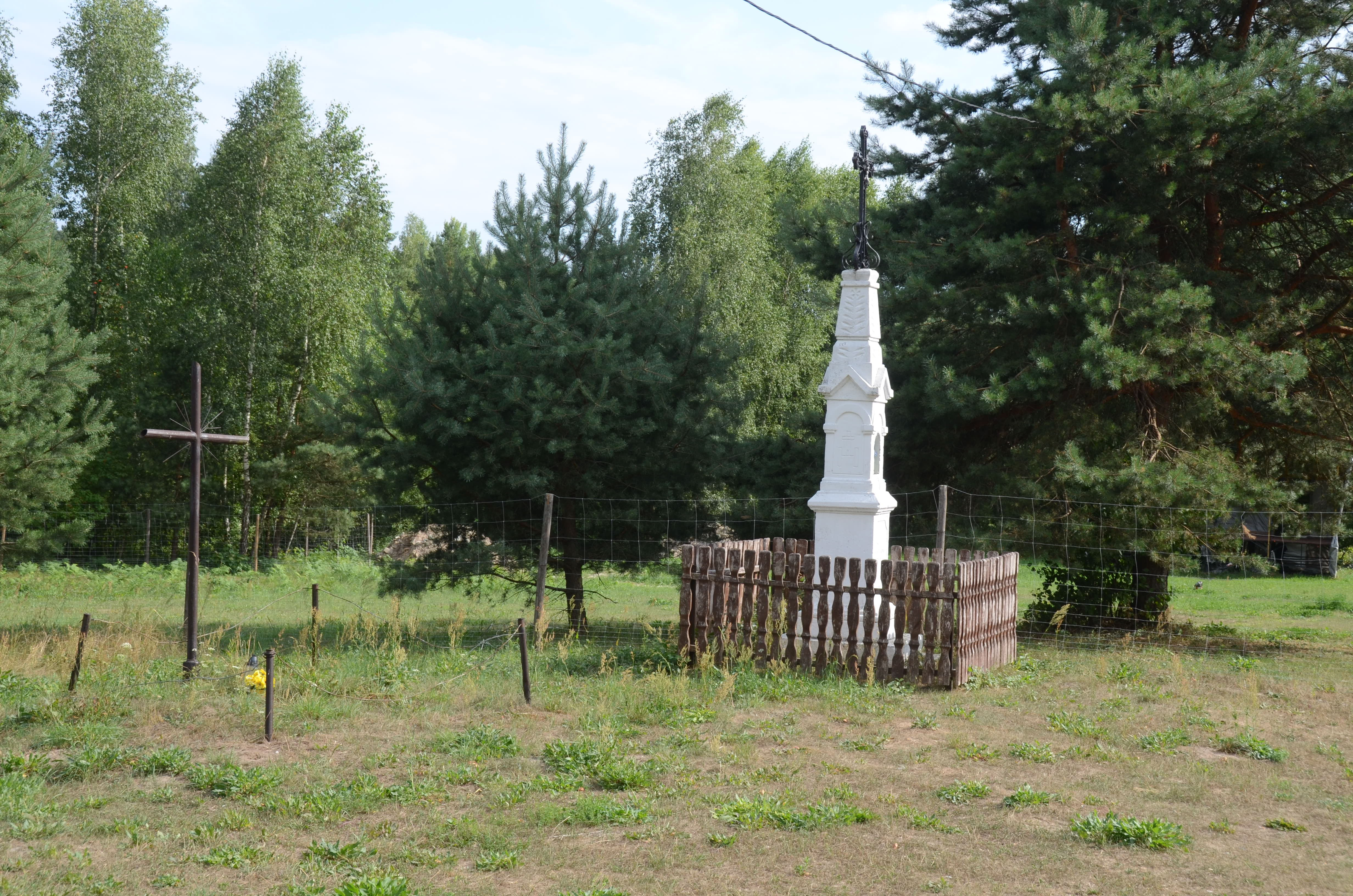
Figura ufundowana przez Stefana Ciosmaka stojąca przy wjeździe do wsi, obok mogiła z okresu II wojny światowej.

We wsi znajduje się mogiła z okresu II wojny światowej. Jest w niej również pochodząca z 1907 r. figura kamienna fundacji Stefana Ciosmaka oraz kapliczka skrzynkowa poświęcona Matce Boskiej. 
Od 2009  na terenie wsi odbywa się festiwal muzyki punkowej UltraChaos. W roku 2015 odbyły się pierwsze Wrak Race & Motocross- wyścigi samochodów o niskiej wartości rynkowej jednak w pełni sprawnych. Impreza jest przeznaczona dla amatorów i odbywa się na torze wytyczonym wewnątrz wyrobiska dawnej kopalni.
Wierni Kościoła rzymskokatolickiego należą do parafii św. Jana Chrzciciela w Trzęsinach.

## Szlaki turystyczne
Szlak Białej Łady
 Szlak Wzgórze Polak – Pogranicze Regionów
 Szlak Jastrzębia – Zdebrz